# Neuseeländische Badmintonmeisterschaft 2016
Die Neuseeländische Badmintonmeisterschaft 2016 fand vom 9. bis zum 11. September 2016 im Ray Phillips Badminton Centre in Auckland statt.

## Medaillengewinner
| Disziplin    | Gold                         | Silber                                | Bronze                           |
| ------------ | ---------------------------- | ------------------------------------- | -------------------------------- |
| Herreneinzel | Oscar Guo                    | Tjitte Weistra                        | Dylan Soedjasa                   |
| Herreneinzel | Oscar Guo                    | Tjitte Weistra                        | Riga Oud                         |
| Dameneinzel  | Sally Fu                     | Deborah Yin                           | Josefine Jensen                  |
| Dameneinzel  | Sally Fu                     | Deborah Yin                           | Gaea Galvez                      |
| Herrendoppel | Alastair Gatt Tjitte Weistra | Edwin Lau Viraf Vazifdar              | Vincent Harris Chris Steeghs     |
| Herrendoppel | Alastair Gatt Tjitte Weistra | Edwin Lau Viraf Vazifdar              | Maika Phillips Dylan Soedjasa    |
| Damendoppel  | Jinah Kim Anona Pak          | Susannah Leydon-Davis Danielle Tahuri | Gaea Galvez Alyssa Tagle         |
| Damendoppel  | Jinah Kim Anona Pak          | Susannah Leydon-Davis Danielle Tahuri | Justine Villegas Deborah Yin     |
| Mixed        | Maika Phillips Anona Pak     | Dhanny Oud Jasmin Ng                  | Jonathan Curtin Maria Masinipeni |
| Mixed        | Maika Phillips Anona Pak     | Dhanny Oud Jasmin Ng                  | Chris Steeghs Sally Fu           |